# Maund

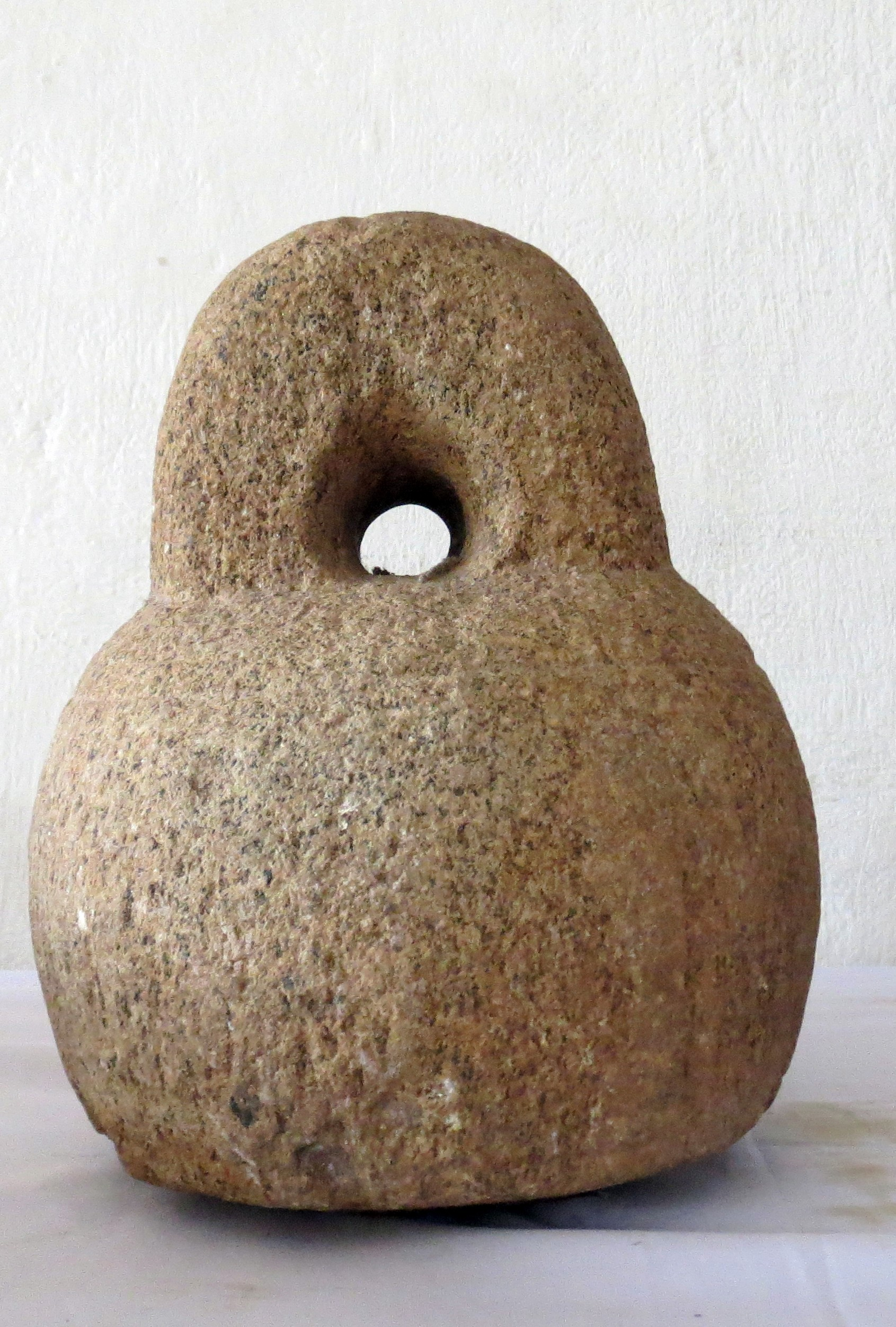
Một viên đá nặng một maund của Tổng thống Madras

Maund/ˈmɔːnd/ là tên gọi tiếng Anh cho một đơn vị truyền thống của khối lượng được sử dụng ở thuộc địa Ấn Độ Anh, và cũng có thể được dùng ở ở Afghanistan, Ba Tư và Xê-út: cùng đơn vị trong Đế quốc Moghul đôi khi được viết là mann hoặc mun bằng tiếng Anh, trong khi đơn vị tương đương ở Đế chế Ottoman và Trung Á được gọi là người batman. Vào những thời điểm khác nhau và ở các địa phương Nam Á khác nhau, khối lượng của maund rất đa dạng, từ thấp như 25 pound Anh (11 kg) đến cao như 160 pound (72½ kg): sự thay đổi lớn hơn nữa được nhìn thấy ở Ba Tư và Ả Rập.
Tại thuộc địa Ấn Độ Anh, maund lần đầu tiên được chuẩn hóa trong Tổng thống Bengal năm 1833, nơi nó được đặt bằng 100 pound (82,28 lbs. av). Tiêu chuẩn này lan rộng khắp Raj thuộc Anh. Sau khi Ấn Độ và Pakistan độc lập, định nghĩa đã hình thành cơ sở cho việc đo lường, một maund trở thành chính xác 37.3242 kilôgam. Một định nghĩa số liệu tương tự được sử dụng ở Nepal. Ở vùng đồng bằng phía nam của nó, một Mann bằng 40 Kilôgam và thường được sử dụng để đo sản lượng nông nghiệp.
Tiếng Anh cổ, 'maund' cũng có thể là nguồn gốc của Maundy Thursday. Động từ, 'maund' : cầu xin; Danh từ, 'a maund': một cái giỏ nhỏ được tổ chức để bố thí.